# Europa Cantat
Pour les articles homonymes, voir Cantat.
L'Association chorale européenne - Europa Cantat (angl. European Choral Association - Europa Cantat) est une fédération européenne d’organisations nationales et régionales dans le domaine du chant choral. Elle a été fondée en 1960-1961 par le Français César Geoffray et l'Allemand Gottfried Wolters (de), sous le nom de Fédération européenne des Jeunes Chœurs (FEJC).
L’Association chorale européenne organise tous les trois ans, dans une ville européenne (moyenne ou plus importante), une rencontre internationale de chant choral appelée Europa Cantat (expression latine signifiant : « L'Europe chante »). Ces rencontres sont nées dans les années qui ont vu la naissance de l'amitié franco-allemande. Elles n'ont donc rien de confessionnel. Le latin utilisé ici fait référence à une langue européenne commune à bon nombre de partitions vocales, les œuvres chantées dans cette langue ayant créé, dès le Moyen Âge, la notion même de chant choral (au départ, tout de même assez éloignée de nos conceptions actuelles).

## Les rencontres musicales
- 1961 - Passau (D)
- 1964 - Nevers (F)
- 1967 - Namur (B)
- 1970 - Graz (A)
- 1973 - Autun (F)
- 1976 - Leicester (GB)
- 1979 - Lucerne (CH)
- 1982 - Namur (B)
- 1985 - Strasbourg (F)
- 1988 - Pécs (H)
- 1991 - Vitoria-Gasteiz (E)
- 1994 - Herning (DK)
- 1997 - Linz (A)
- 2000 - Nevers (F)
- 2003 - Barcelone (E)
- 2006 - Mayence (D)
- 2009 - Utrecht (NL)
- 2012 - Turin (I)
- 2015 : Pécs (H)
- 2018 : Tallinn (EE)
- 2021 : Ljubljana (SL) - sous forme réduite en raison de la pandémie de Covid
- 2024 : n'a pas eu lieu (initialement prévu à Dublin)
- 2027 : Liepāja

Entre chaque grande rencontre, des semaines chantantes internationales sont organisées par les Fédérations Membres, parmi lesquelles on peut citer le Festival des Chœurs de Jeunes de Gand (B), la Setmana Cantant de Tarragone (E), etc.